# 超强碱
超强碱就是碱性极强的物质。目前对超强碱尚没有明确的定义，但一些化学家以氢氧化铯(CsOH)作为强碱和超强碱的界限。
另一個强碱和超强碱的界限是氫氧根離子，因為氫氧根是在水溶液中鹼性最強的物質，更強的鹼在水中會和水產生中和反應，產生氫氧根及質子化的鹼。另一個定義超強鹼的方式是利用是否可使羰基失去 α 氫變成烯醇來判別，一般的鹼無法產生上述的反應。不過超强碱一詞目前還沒有一個標準的化學定義，例如质子海绵也會稱為超强碱。
超强碱在1950年代開始研究，在有機合成中很重要，也是物理有機化學的基礎。有用到超强碱的反應需特別的處理，因為反應會被水及空氣中的二氧化碳和氧氣所破壞，惰性氣體及低溫可以減少其副作用，超强碱也是腐蝕性物質。

## 定義
IUPAC對超强碱的定義是「有高鹼性的化合物，例如二异丙基氨基锂」。 Caubère對於超强碱有量化，而更準確的定義：
「『超强碱』一詞應該只能用來表示由二種（或多種）鹼混合而成的鹼，而且所生成的鹼需要有原來的鹼沒有的新性質。『超强碱』一詞不應該只是指一些在熱力學上或反應動力學上比其他鹼要強的鹼」
超强碱也有半量化的定義，其定義為絕對質子親合能（APA = 245.3 kcal/mol）及固有氣體相鹼度（GB = 239 kcal/mol）都比羅傑·阿爾德提出的质子海绵（1,8-双二甲氨基萘）要強的化合物。

## 分类
超强碱主要可分為三種：有機化合物、有機金屬化合物及無機化合物。

### 有机化合物
有機的超强碱幾乎都是含氮的化合物。很多有機超强碱在有機合成中越來越重要，包括磷腈、脒類及胍類等。此外也有一些有機化合物符合物理化學或是結構上對於超强碱的定義，像芳香系的质子海绵及双哌啶酰胺（bispidine）等質子螯合劑也是超强碱。像DABCO之類的多環多胺也可能可以視為是一種超强碱。

### 有机金属化合物
活性較強的金屬產生的有機金屬化合物多半是超强碱，如有機鋰化合物及有機鎂化合物（格林尼亚试剂）。另一種超强碱的來源是活性較強的金屬取代了連接非碳原子上的氫，非碳原子包括氧（不飽和的醇鹽）或是氮（例如二異丙基氨基鋰）。
有機合成中常用到的超強鹼是施洛瑟鹼（Schlosser's base）。 因為鋰和醇基中氧的親和力，正丁基鋰和叔丁醇鉀交換陽離子成為正丁基鉀及叔丁醇鋰，而正丁基鋰的鋰被鉀置換後，使得正丁基的離子性變強，因此整體的鹼性也隨之增加。其特性也和叔丁醇鉀截然不同。

### 无机化合物
無機的超强碱一般來說是鹽類，解離後產生高價數，體積小的陰離子。如氮化鋰的陰離子負電荷密度高，因此容易吸引其他的酸，例如水合氫離子。鹼金族及鹼土金族的氫化物（如氢化钠、氢化钙）也是超强碱。
有超强碱參與的反應通常對水敏感，需在低溫的條件下，在不易反應的氣體中進行。許多反應都希望在不易產生親核反應的條件下進行，也就是以非親核鹼的身份參與反應。如無障礙的烷基鋰不能和像是帶羰基的親電試劑一起使用，因為烷基鋰會以親核試劑的身份和親電試劑反應。

### 注意
由于酸碱理论的不同，故讨论哪种碱碱性最强是没有意义的。